# タルノフスキェ・グルィ
タルノフスキェ・グルィ（Tarnowskie Góry (ポーランド語: [tarˈnɔfskjɛ ˈɡurɨ]; ドイツ語: Tarnowitz; シレジア語: Tarnowske Gōry)）は、ポーランド南部シロンスク県タルノフスキェ・グルィ郡にある、2021年の統計で人口61,842人の都市。
1999年から、シロンスク県に属している。1975年から1998年まではカトウィツェ県に属していた。現在、タルノフスキェ・グルィ郡の郡都である。
「タルノフスキェ・グルィの鉛・銀・亜鉛鉱山とその地下水管理システム」が世界遺産に登録されている。

## 関連人物
- ゲオルク (ブランデンブルク＝アンスバッハ辺境伯)
- Alexander Kohut
- Theodora Paula Helene von Limburg-Stirum
- Jan Miodek
- Philipp Roth
- Józef Wandzik
- Carl Wernicke
- Klaus Wyrtki

## 姉妹都市・友好都市
- ベーケーシュチャバ、ハンガリー
- クトナー・ホラ、チェコ
- Bernburg、ドイツ
- Méricourt、フランス

## ギャラリー

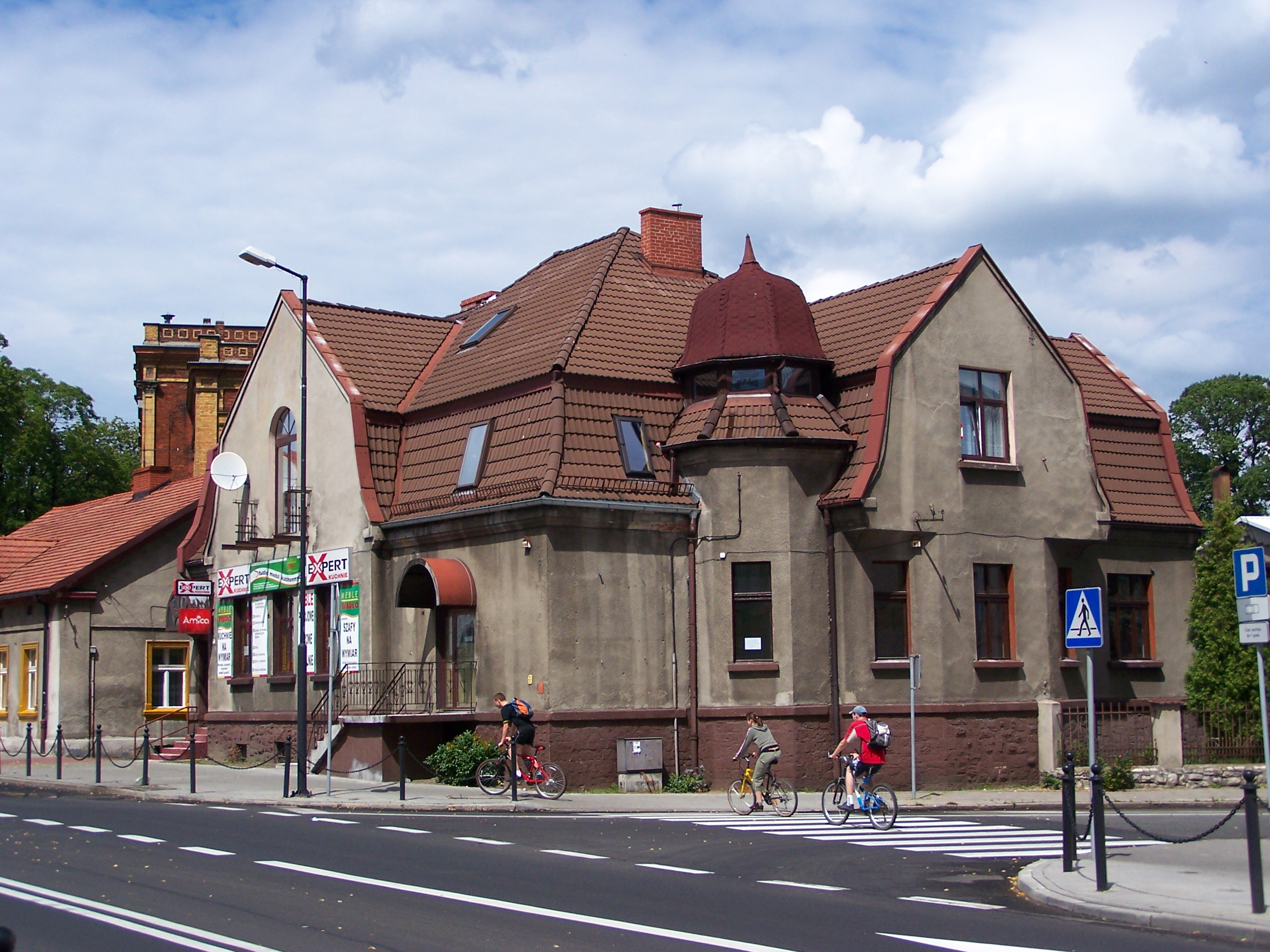
市内風景
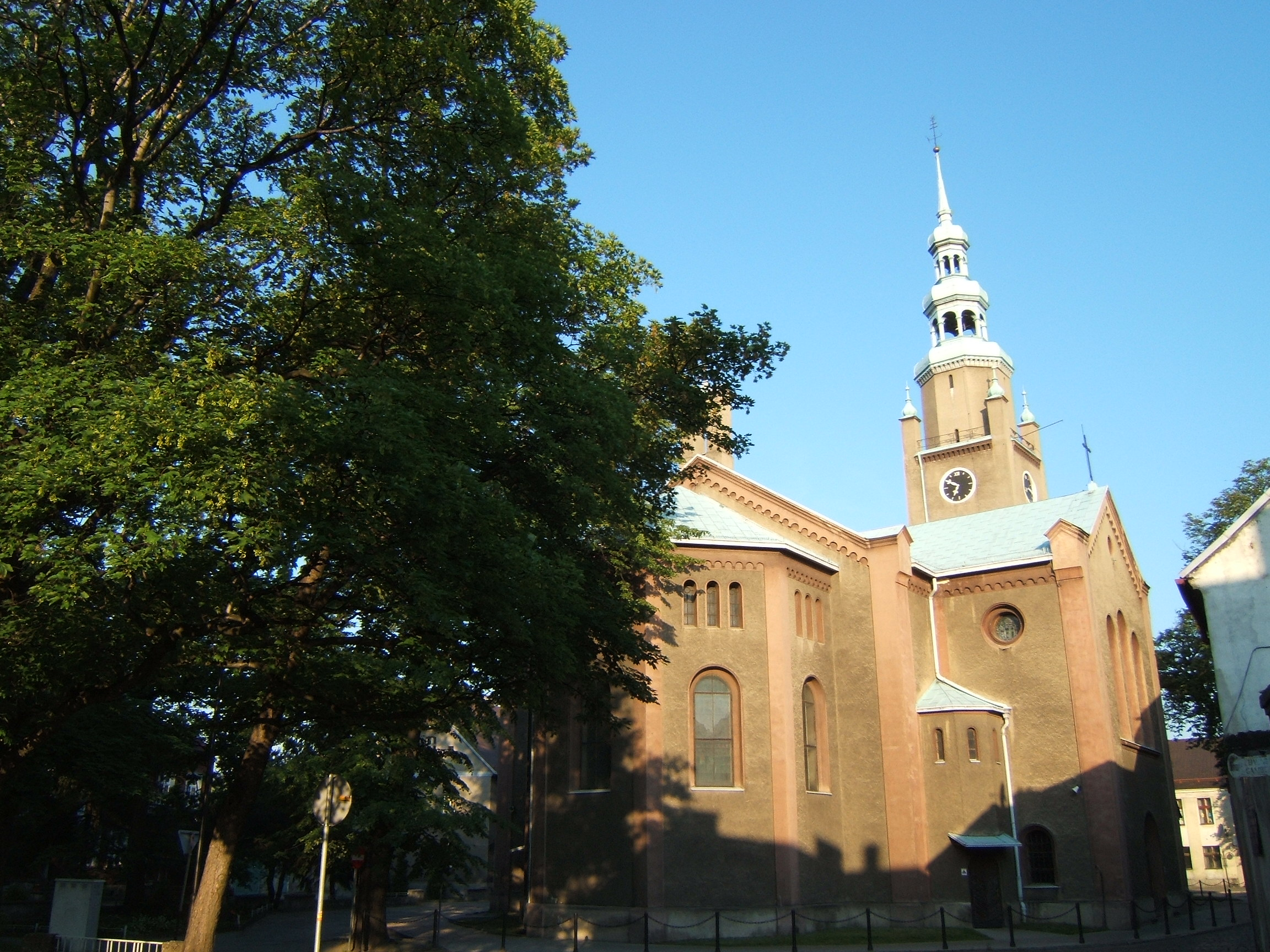
市内の教会
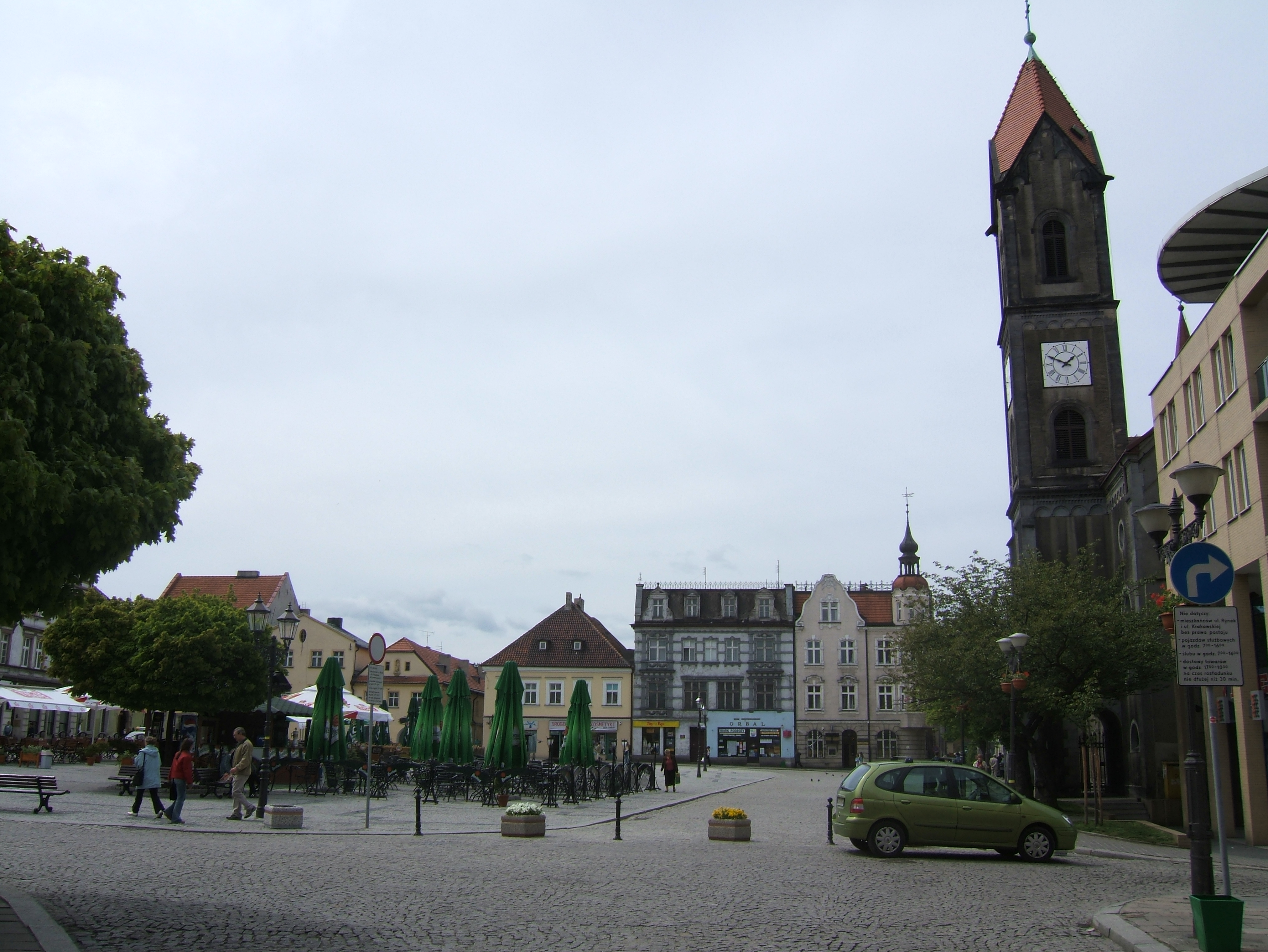
市内の商店街の風景
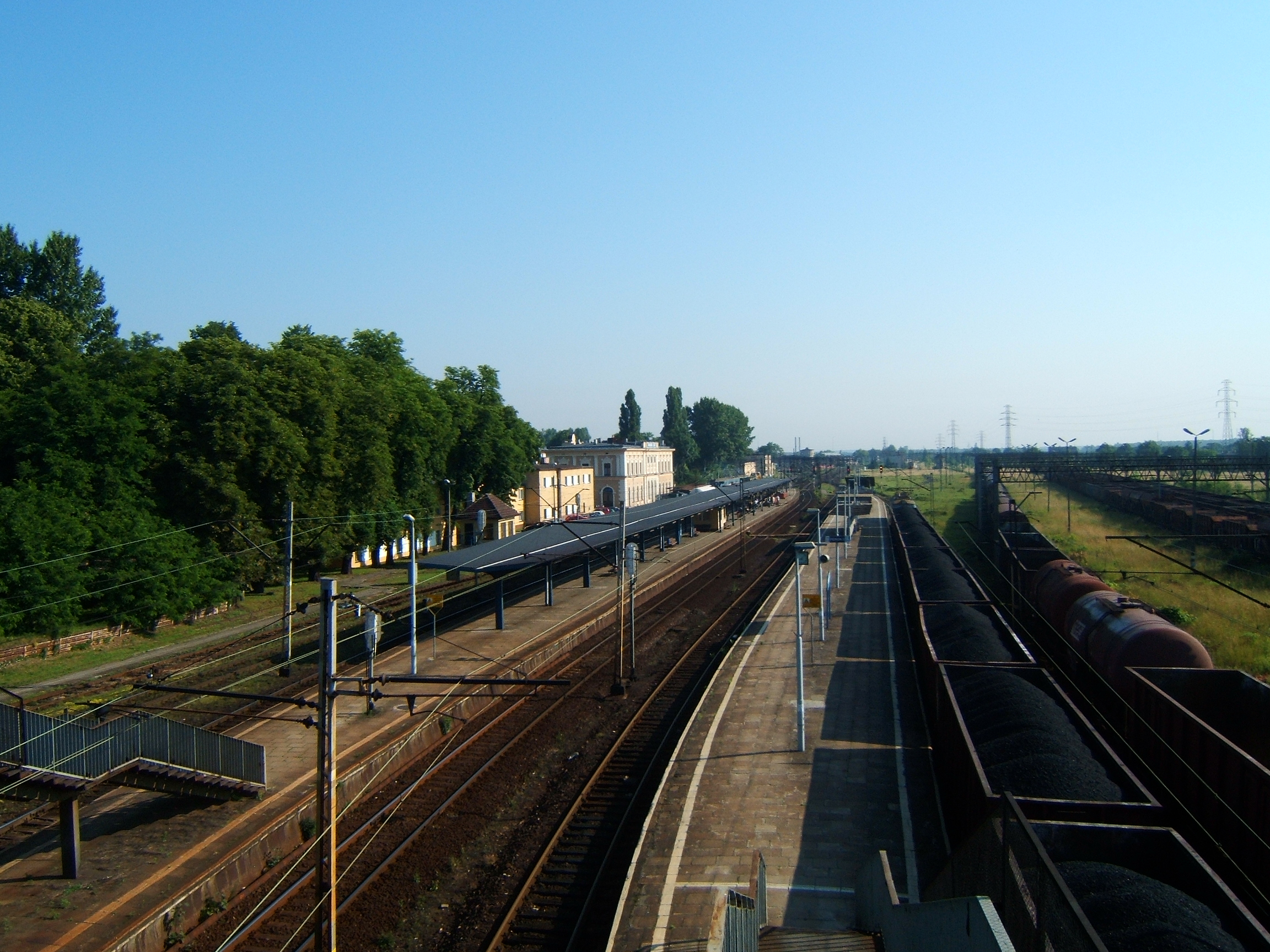
タルノフスキェ・グルィ駅
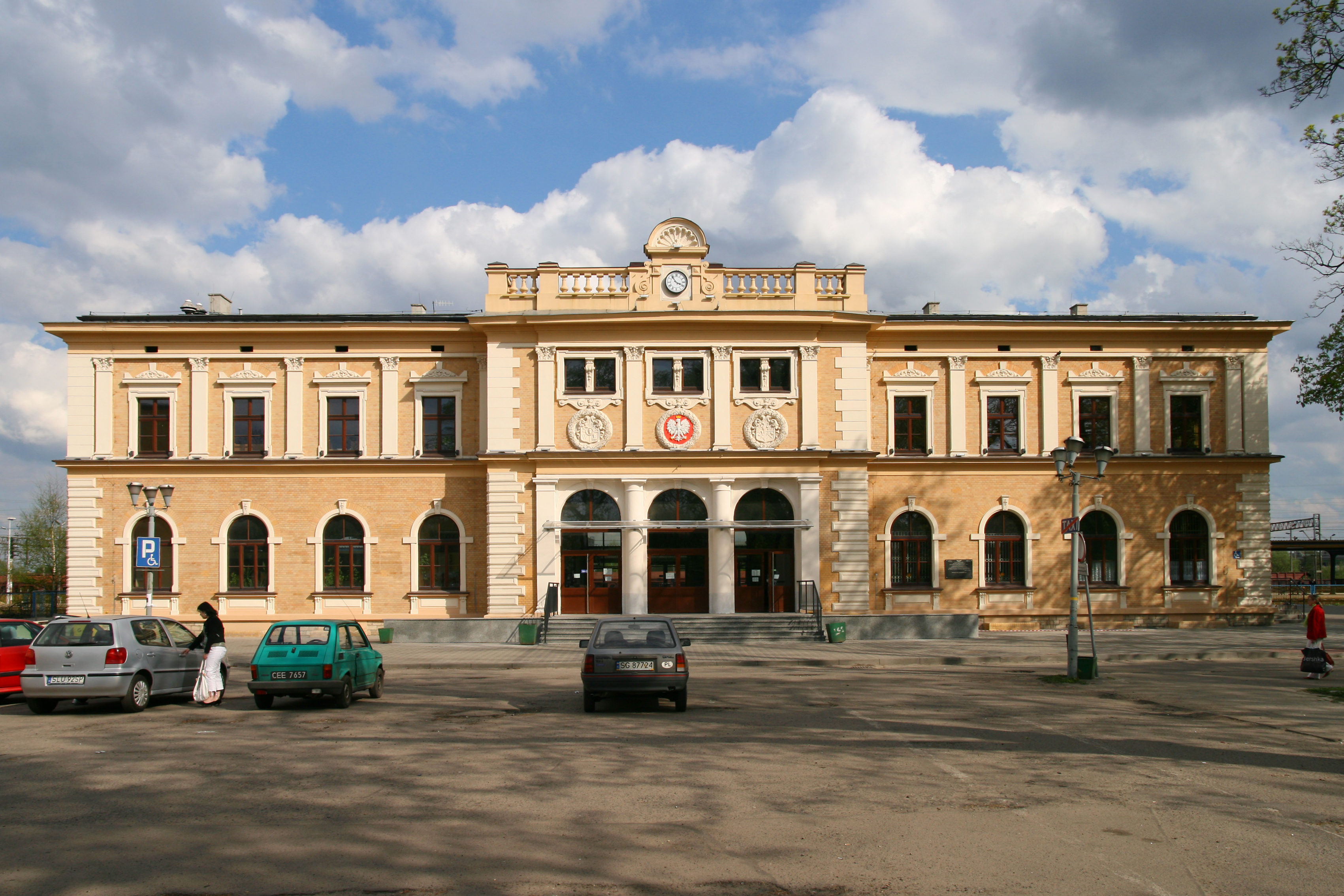
タルノフスキェ・グルィ駅外観